# Rolando Pomo
Rolando Dario Pomo, född 22 april 1955 i Argentina, är en svensk skådespelare, programledare, sångare och musiker. Han är mest känd för sitt barnprogram Pomos Piano som hade premiär år 2008.

## Biografi
Pomo är bosatt i Hässelby, och vid sidan av Pomos Piano arbetar han som musiklärare på Askebyskolan. Pomo har själv inrett musiksalen, som är försedd med en scen och många olika musikinstrument - exempelvis ett piano, en kontrabas och en cello. "Barn måste få spela på riktiga grejer. Man kan inte bara visa upp en bild på ett instrument från en bok, de måste få känna på hur en stråke känns till exempel", uttalade sig Pomo i tidningen Mitt i Tensta-Rinkeby i november 2008. Han anser att musik är ett viktigt ämne.

## Pomos Piano
Pomos Piano har många musikaliska inslag, och Rolando Pomo får ofta sjunga sångerna från barnprogrammet för eleverna på Askebyskolan. Pomos karaktär i barnprogrammet kallas Pappa Pomo, och hans vänner består av Kungen, Hickan och Dammråttorna - som alla är handdockor.
Pomos Piano jämförs ofta med Staffan Westerbergs barnprogram Vilse i pannkakan. Pomo hade själv aldrig sett Vilse i pannkakan tidigare, men han har uttalat sig att han vill se serien så att han kan förstå vad folk menar med denna liknelse.